# Trioza okinawae
Trioza okinawae är en insektsart som beskrevs av Matsumoto 1999. Trioza okinawae ingår i släktet Trioza och familjen spetsbladloppor. Inga underarter finns listade i Catalogue of Life.